# Juana Lecaros
Juana Lecaros Izquierdo (Santiago de Chile, 20 de agosto de 1920 - Ibid., 2 de mayo de 1993) fue una pintora, grabadora y escritora chilena.

## Biografía

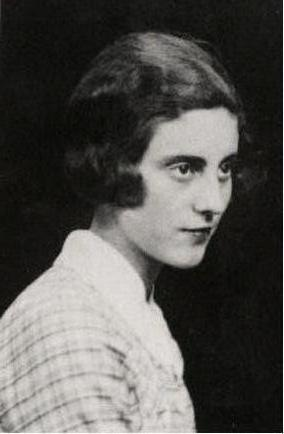
Juana Lecaros en su juventud

Hija de Teresa Izquierdo Valdés y José Antonio Lecaros Barros, fue la sexta de siete hermanos. Estudió la secundaria en las Monjas Inglesas de la Congregación de los Sagrados Corazones.
En 1949 ingresó a la Escuela de Bellas Artes de la Universidad de Chile, donde fue alumna de Gustavo Carrasco, Laureano Guevara y Eduardo Martínez Bonatti, entre otros. Durante aquella época perteneció al llamado Grupo de Estudiantes Plásticos, grupo que nació por iniciativa de los alumnos de artes de la Universidad de Chile que estaban descontentos con la formación que impartían en dicha escuela y entre cuyos miembros estaban José Balmes, Gracia Barrios, Roser Bru, Juan Egenau, Carmen Silva, entre otros.
Aunque nunca viajó al extranjero, sus obras fueron expuestas en Estados Unidos, Brasil e Italia. En forma paralela, escribió poesía la que firmaba bajo el seudónimo de J. M Sorcale. En 1984 publicó Cartas a una pintora, texto donde compartió con sus lectores, sus reflexiones y su visión personal del arte y la vida. Juana Lecaros sostenía que "la artista del siglo XX puede y debe expresar el alma femenina, el sentir propio, distinto al del hombre. El contenido, la forma y el color de su creación debe expresar feminidad".

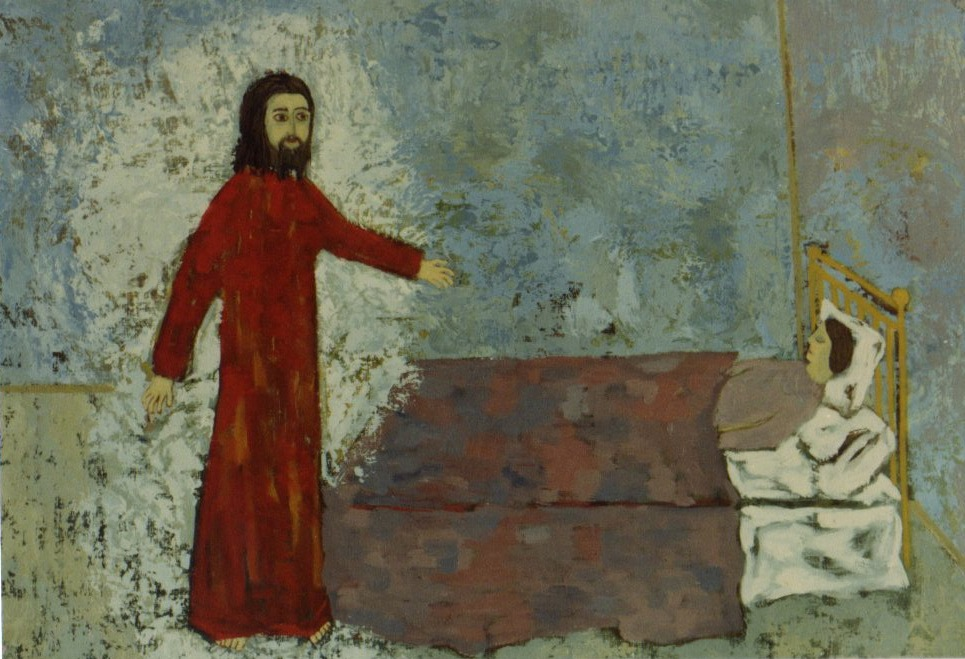
Jesús

## Obra

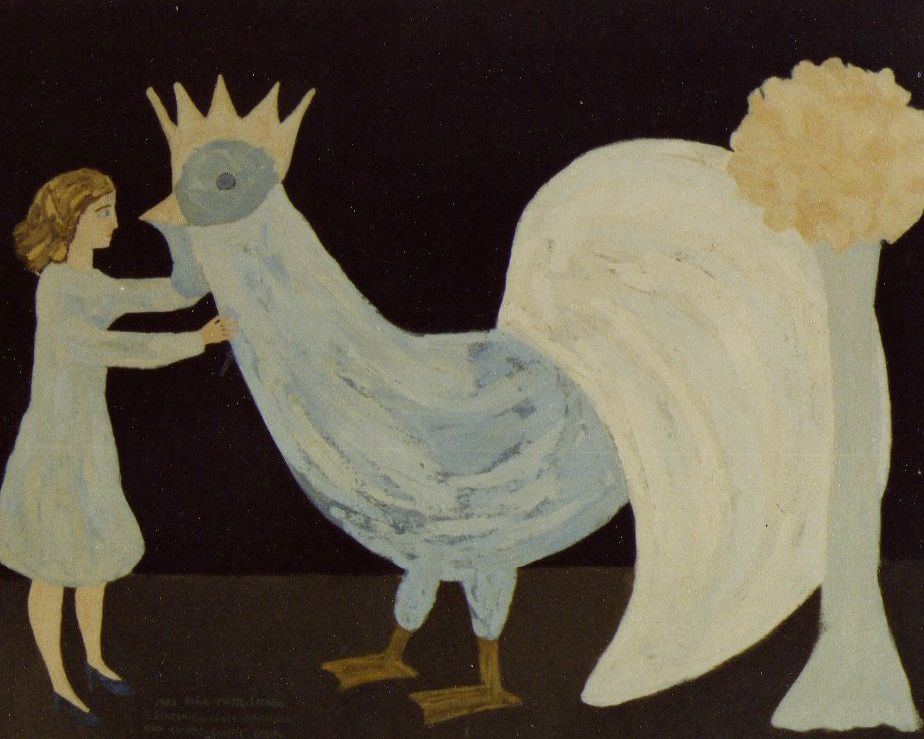
Mujer con gallo

En la pintura de Juanita Lecaros preside la atmósfera religiosa y mística, manifestada en el estudio de rostros femeninos, muchos de grandes dimensiones y ocupando buena parte de los formatos. Dibujo descriptivo, simple y de formas cerradas, le otorga gravedad a sus trabajos, trasuntando la sinceridad de sus procedimientos y la devoción entrañable puesta en el cultivo de la pintura y del grabado, técnicas aprendidas con Nemesio Antúnez en el Taller 99.
Juanita Lecaros ha sido definida como una auténtica pintora de Arte Ingenuo en Chile. Sin embargo, la artista nunca quiso reconocerse como tal, pues el término le parecía peyorativo y asociado a pintura de mala calidad o pintores sin ninguna o poca preparación.

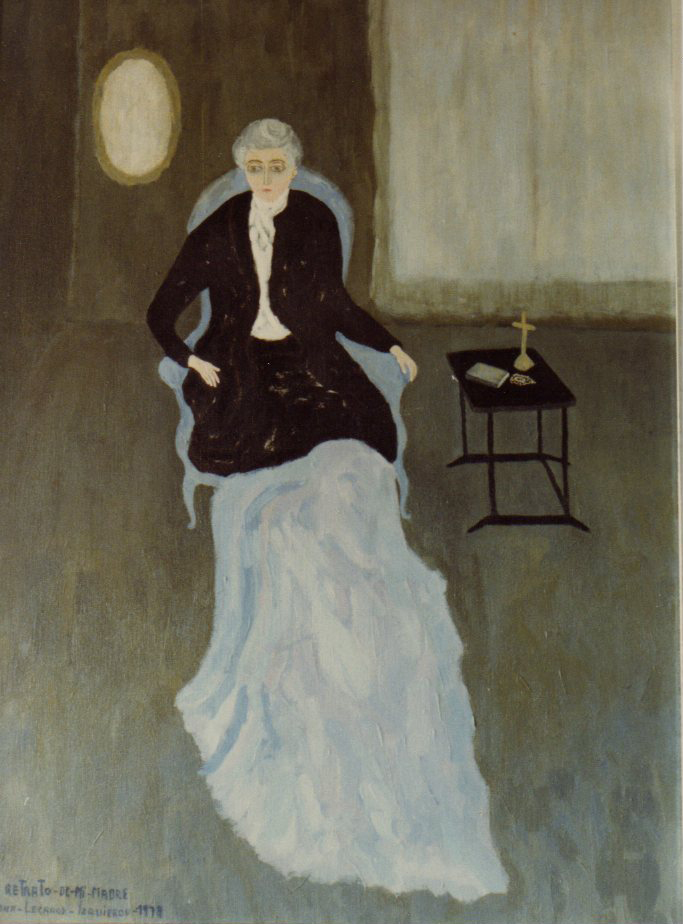
Retrato de mi Madre

Su pintura fue un medio para expresar un complejo mundo de emociones y recuerdos de la infancia, la vida cotidiana e íntima y el mundo popular chileno. Desarrolló su temática en series como la de los gallos y las calles de Santiago de Chile. Gran parte de su obra está imbuida en una profunda fe religiosa y sensibilidad poética. Especial notoriedad tuvo su serie de pinturas con figuras de gallos, que se imponían en escenas de carácter surrealistas acompañando a personajes femeninos.
Ejecutó con destreza las técnicas del óleo, el pastel y el grabado. En sus últimos trabajos, por razones de salud, debió pintar con acrílicos, medio que logró dominar con igual soltura. Sus cuadros privilegiaban la síntesis de elementos, fondos oscuros resaltan figuras y objetos cotidianos y coloridos como floreros y maceteros, tazas de té y los vestidos femeninos.

### Cartas a una Pintora

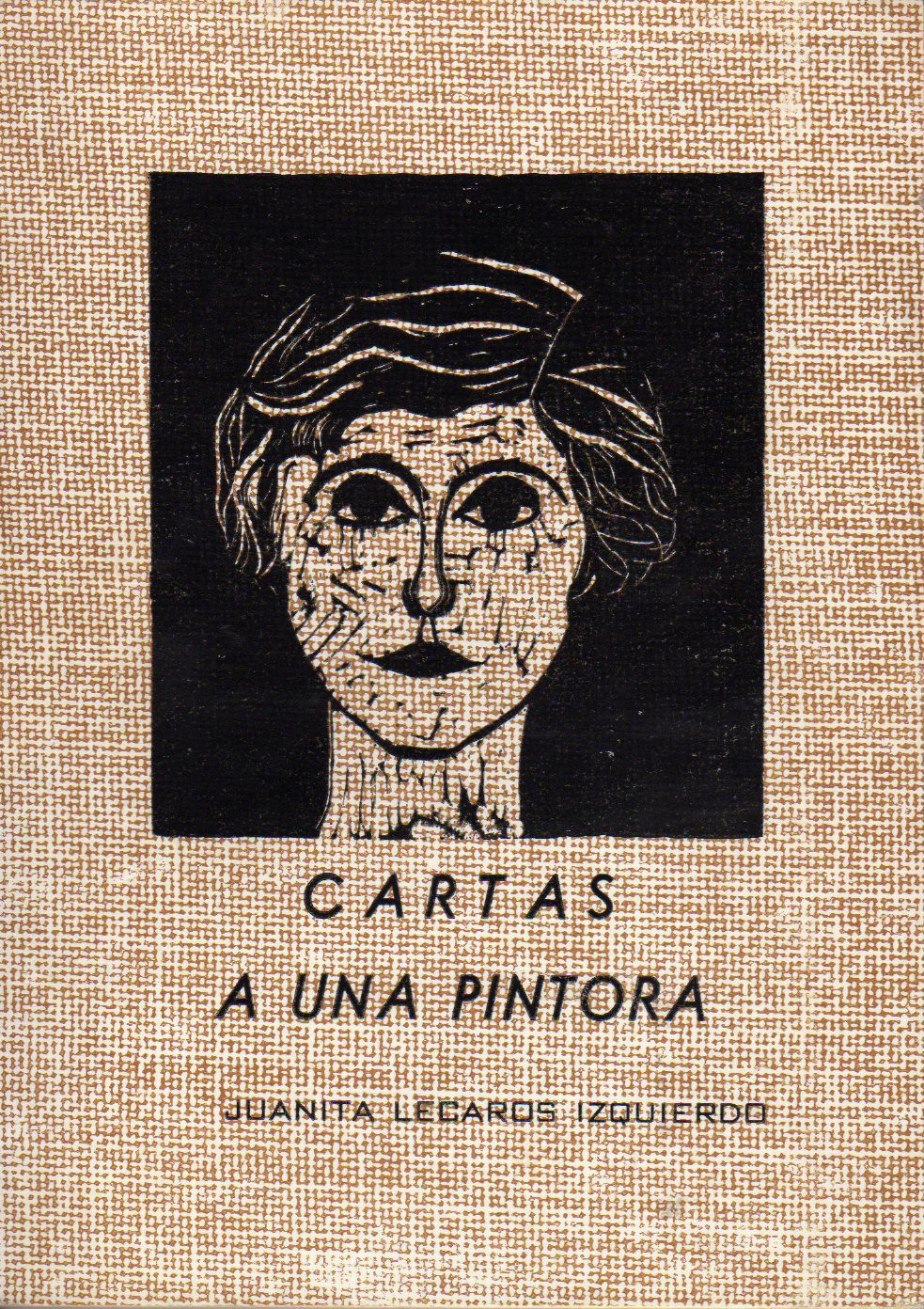

En 1984 publicó el libro Cartas a una pintora, un pequeño libro epistolar en el que la autora comparte una serie de consejos y reflexiones sobre el arte a una joven que comienza a sentir la vocación de ser artista. Juana Lecaros expresa aquí con profunda sensibilidad su visión del arte y de la mujer artista. Como advertencia al lector, Lecaros escribe al comienzo del libro:

| "Presento al público estas cartas, con el único objeto de colaborar con la mujer joven en su formación como artista pintora. Evidentemente, lo que digo aquí, le será favorable a cualquier mujer que sea dueña de una vocación o de un ideal. Van para ella mis mejores deseos, esperando ayude a la mujer a conocer mejor su destino. No me refiero al hombre, porque ya su carrera de pintor la hizo hace varios siglos. Es la mujer la que necesita un guía al comenzar su difícil porvenir, cuando se mezclan en ella el amor, la maternidad, y los lógicos derechos de la mujer a "querer ser lo que es", a desarrollar su inteligencia y a desear continuar con sus condiciones y gustos artísticos" Juanita Lecaros Izquierdo. Santiago, 3 de diciembre de 1982 |

## Exposiciones Individuales
- 1951 Sala de Exposiciones Proarte, Santiago.
- 1951 Sala Negra del Instituto Chileno-Norteamericano, Santiago.
- 1956 Dibujos, Juanita Lecaros, Studio14, Santiago.
- 1959 Sala Ministerio de Educación, Santiago.
- 1965 Galería El Patio, Santiago.
- 1967 Galería El Patio, Santiago.
- 1971 Galería Carmen Waugh, Santiago.
- 1971 Galería Cerval, Santiago.
- 1982 Instituto Cultural de Providencia, Santiago.
- 1989 Los Arcos de Bellavista, Santiago.

## Exposiciones Colectivas
- 1947 LIX Salón Oficial, Santiago.
- 1951 LXII Salón Oficial, Santiago.
- 1951 Museo de Arte Moderno de Nueva York, Estados Unidos.
- 1953 Exposición de Pintura y Escultura Chilena, Municipalidad de Buenos Aires, Buenos Aires, Argentina.
- 1953 Ministerio de Educación, Caracas, Venezuela.
- 1954 LXX Salón Oficial, Santiago.
- 1954 Exposición de Plástica Femenina Gabriela Mistral, Ministerio de Educación, Santiago, Chile.
- 1955 LXVI Salón Oficial, Santiago.
- 1956 Universidad de Concepción, Concepción, Chile
- 1958 Bienal de México.
- 1959 Nueva Pintura y Escultura Chilena, Museo Nacional de Bellas Artes, Santiago.
- 1959 LXXI Salón Oficial, Santiago.
- 1960 Pintura Chilena Expuesta en Buenos Aires, Instituto de Extensión de Artes Plásticas, Argentina.
- 1961 Museo de Bellas Artes de Río de Janeiro, Brasil.
- 1961 Dibujos y Grabados: Asociación Chilena de Pintores y Escultores, Museo de Arte Contemporáneo, Santiago.
- 1963 I Bienal Americana de Grabado, Museo de Arte Contemporáneo, Universidad de Chile, Santiago.
- 1966 South American Gallery, Nueva York, Estados Unidos.
- 1967 Pintura Primitivista en Chile, Instituto Cultural de Las Condes, Santiago.
- 1967 Contemporary Chilean Art by Artists Associated with the University of Chile, University of California - University of Chile Cooperative Program, Santiago.
- 1967 Contemporany Art of Chile, Panamerican Union, Washington D. C., Estados Unidos.
- 1968 III Bienal de Grabado, Facultad de Artes Plásticas de la Universidad de Chile, Museo de Arte Contemporáneo, Santiago.
- 1970 Grabados de Chile, Museo Nacional de Bellas Artes, Santiago.
- 1970 Grabados de Chile, Sala Municipalidad de Buenos Aires, Argentina.
- 1970 Grabado Chileno Contemporáneo, Casa de la Cultura Jalisciense, Jalisco, México.
- 1972 150 Años de Pintura Chilena, Museo Nacional de Bellas Artes, Buenos Aires.
- 1972 Pintura Instintiva Chilena, Museo Nacional de Bellas Artes, Santiago.
- 1974 Homenaje a la Mujer, Ministerio de Educación, Santiago.
- 1974 Concurso de Pintura CRAV, Museo de Arte Contemporáneo, Santiago.
- 1975 Cinco Pintores Instintivos, Galería Módulos y Formas, Santiago.
- 1978 Exposición de la Asociación de Pintores y Escultores de Chile, Santiago.
- 1979 Pintores Primitivos e Ingenuos, Instituto Cultural de Las Condes, Santiago.
- 1985 Grabados, Colección del Museo Nacional de Bellas Artes, Santiago.
- 1985 El Arte del Grabado, Fundación Nacional de la Cultura, Santiago.
- 1985 Pintores Instintivos, Galerías La Fachada y El Cerro, Santiago.
- 1986 Diez Mujeres, Instituto Cultural de Las Condes, Santiago.
- 1991 Autorretratos de Pintores Chilenos, Galería Plástica Nueva, Santiago.
- 1991 Mujeres en el Arte, Museo Nacional de Bellas Artes, Santiago.
- 1991 Selección de Obras Museo de Arte Contemporáneo de Santiago de Chile, Museo de Arte Moderno, Buenos Aires.
- 1993 Grabados Chilenos, Mirada Retrospectiva, Colección Museo Nacional de Bellas Artes, Museo Nacional de Bellas Artes, Santiago.
- 2000 La Mirada Ingenua. Instituto Cultural de Las Condes, Santiago.

2008 Lecciones de Ego, Institutot Cultural de Las Condes, Santiago, Chile.